# Jerzy Kwieciński
Jerzy Stanisław Kwieciński, né le 16 octobre 1959 à Stalowa Wola, est un homme politique polonais, membre de Droit et justice et ministre des Investissements et du Développement de 2018 à 2019.